# Estero Codegua
El estero Codegua o río San Francisco es un curso natural de agua que nace en la zona precordillerana de la Región de O'Higgins y desemboca normalmente en el río Angostura, en la cuenca del río Maipo.
Sus aguas eran consideradas como medicinales por Luis Risopatrón.

## Trayecto
Nace en la falda sur del cerro La Punta (4212 m), fluye hacia el sur por 5 km para girar entonces hacia el oeste. Sigue a través de un valle encajonado hasta que llega al plano del valle central formando un amplio cono de deyección. Durante sus esporádicas crecidas, sus aguas siguen unas u otras de las líneas de pendientes de mantos del cono. Esta variabilidad es la causa de que a veces por lo menos una parte de sus aguas fluyan hacia la cuenca del río Rapel a través del río Cachapoal.: 341  Su cuenca cubre un área de 275 km².: 18 
En su confluencia con el río Peuco (Angostura) nace el río Angostura.
Como se puede ver en mapa de ubicación, la hoya del río pertenece administrativamente a la Región de O'Higgins.

## Caudal y régimen
El caudal del estero tiene un régimen preferentemente pluvial, y también recibe parte de su caudal de aguas subterráneas.

## Historia
Francisco Solano Asta-Buruaga y Cienfuegos escribió en 1899 en su obra póstuma Diccionario Geográfico de la República de Chile sobre el lugar:
Codegua.-—Aldea del departamento de Rancagua, situada por los 34° 02' Lat. y 70° 41' Lon. Dista unos 18 kilómetros hacia el NNE. de su capital y ocho á nueve al SE. de San Francisco del Mostazal. Contiene una iglesia, escuelas primarias para niños de uno y otro sexo, oficinas de registro civil y de correo y una población concentrada de 400 habitantes. Pasa vecina á ella una corta corriente de agua, que procede de los últimos declives de los Andes por su inmediación al E., y que es la rama principal y más al sudeste del río de la Angostura. El nombre es una alteración de co, deuy y hue, que significa lugar de agua de ratas.
Luis Risopatrón lo describe en su Diccionario jeográfico de Chile (1924):: 838 
Codegua (Estero de) 34° 02' 70° 36'. De corto caudal, procede dé los contrafuertes W de Los Andes, corre hacia el W, pasa por la aldea de aquel nombre i se vácia en la parte superior del estero de La Angostura, del Maipo. 155, p. 152; i 156; i riachuelo en 62, II, p. 94.
En su entrada para la aldea Codegua, Risopatrón explica que sus aguas son consideradas medicinales:: 838 
Codegua (Aldea) 34° 02' 70° 41' De corto caserío, con servicio de correos, rejistro civil i escuelas públicas, se encuentra en las márjenes del estero del mismo nombre, a unos 5 kilómetros al NE de la estación de Graneros, del ferrocarril central; a unos 8 kilómetros hacia el E, se hallan vertientes de aguas, que se consideran eficaces en el tratamiento de algunas enfermedades. 62, II, p. 92; 66, p. 319; 101, p. 485; 135 (Pissis); 155, p. 152; i 156; i villa en 63, p. 284; i 68, p. 64; i Codehue en 3, I, p. 606 (Alcedo, 1786).

## Población, economía y ecología
Existe un proyecto de embalse en el estero Codegua, para incrementar la eficiencia en el uso de los recursos hídricos existentes y la disminución de pérdidas de agua en la conducción, estimándose una recuperación de 184 l/s en año normal y 160 l/s en año seco. El proyectado embalse tendría una capacidad de 9 hm³ y daría una seguridad de 85% a más de 1.000 regantes en una superficie cercana a las 3.500 hectáreas.: 18 